# 海濱站 (日本)

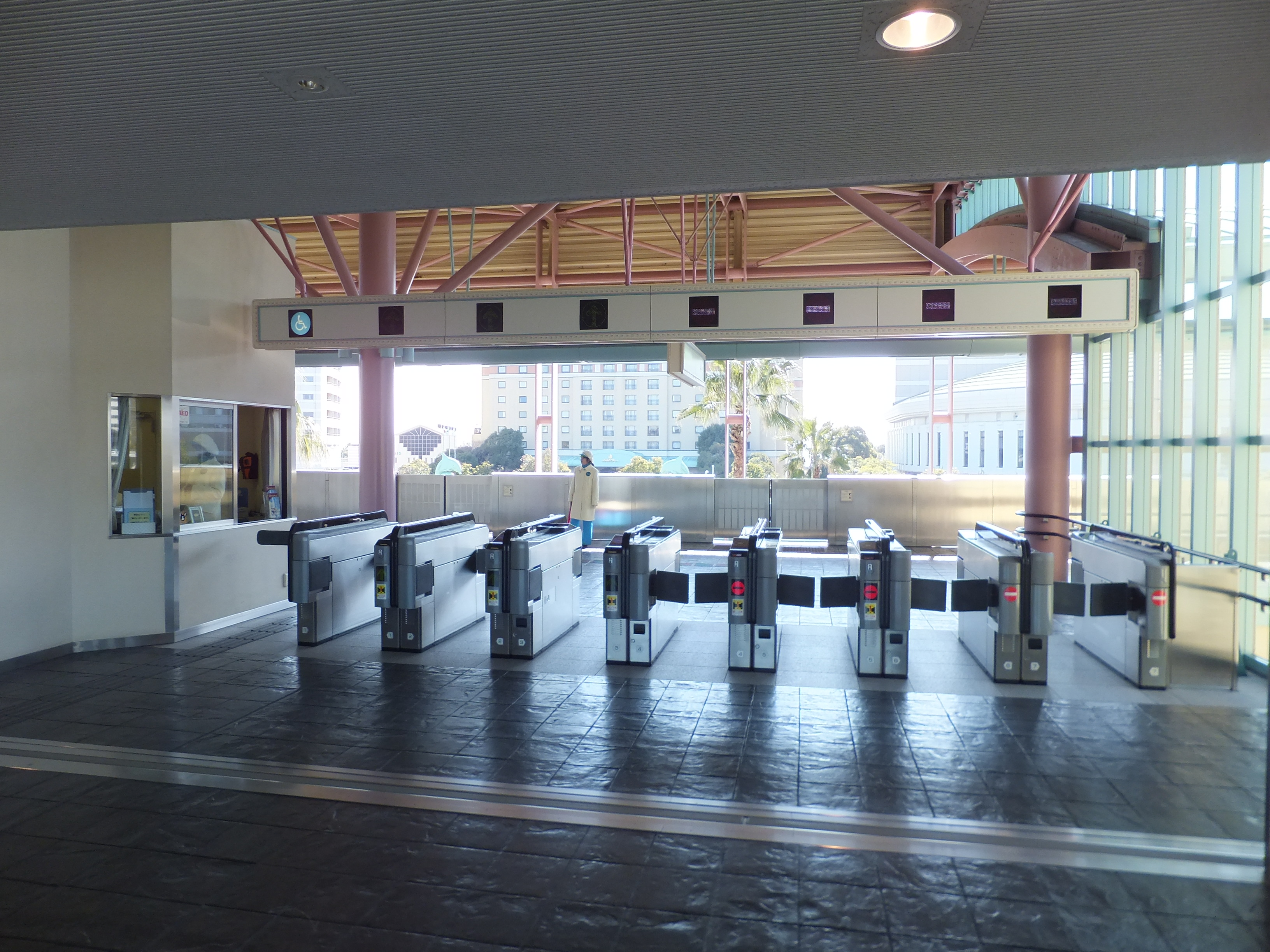
閘口（2012年1月）

海濱站（日语：／ Bayside Station */?）是位於日本千葉縣浦安市舞濱，屬於迪士尼度假區線的鐵路車站。

## 歷史
- 2001年（平成13年）7月27日：開業。

## 車站構造
本站為側式月台1面1線的高架車站，月台上則設有月台閘門。

## 利用狀況
2017年（平成29年）度1日平均上車人次為7,371人。2002年度以後有減少傾向，2008年度以後成為迪士尼度假區線上車人次最少的車站。
開業以後的各年度1日平均上車人次推移如下表。
| 年度               | 1日平均 上車人次 | 來源     |
| ------------------ | ---------------- | -------- |
| 2001年（平成13年） | 8,564            | [ * 1 ]  |
| 2002年（平成14年） | 10,466           | [ * 2 ]  |
| 2003年（平成15年） | 10,096           | [ * 3 ]  |
| 2004年（平成16年） | 9,828            | [ * 4 ]  |
| 2005年（平成17年） | 9,047            | [ * 5 ]  |
| 2006年（平成18年） | 9,024            | [ * 6 ]  |
| 2007年（平成19年） | 8,025            | [ * 7 ]  |
| 2008年（平成20年） | 7,782            | [ * 8 ]  |
| 2009年（平成21年） | 7,080            | [ * 9 ]  |
| 2010年（平成22年） | 7,048            | [ * 10 ] |
| 2011年（平成23年） | 6,429            | [ * 11 ] |
| 2012年（平成24年） | 7,529            | [ * 12 ] |
| 2013年（平成25年） | 8,112            | [ * 13 ] |
| 2014年（平成26年） | 7,504            | [ * 14 ] |
| 2015年（平成27年） | 7,434            | [ * 15 ] |
| 2016年（平成28年） | 7,366            | [ * 16 ] |
| 2017年（平成29年） | 7,371            | [ * 17 ] |

備註
1. ↑  2001年7月27日開業。開業日至翌年3月31日為止合計248日間的資料。

## 車站周邊
- 作為東京迪士尼度假區官方酒店（日语：東京ディズニーリゾート・オフィシャルホテル），酒店採用L字型排列。由東至西依次為喜來登大東京灣酒店（英语：シェラトン・グランデ・トーキョーベイ・ホテル）、東京灣大倉酒店（日语：ホテルオークラ東京ベイ）、希爾頓東京灣（日语：ヒルトン東京ベイ），由南至北依次為東京灣舞濱酒店會所度假區（日语：東京ベイ舞浜ホテル クラブリゾート）、東京灣舞濱酒店（日语：東京ベイ舞浜ホテル）、東京灣舞濱酒店第一度假區（日语：東京ベイ舞浜ホテル ファーストリゾート）。
- 度假區停車場（日语：東京ディズニーリゾートの駐車場#リゾートパーキング）

## 巴士路線
海濱站設有5個官方酒店連結專用的免費穿梭巴士「迪士尼度假區巡航」路線B到發。
- 1號乘車場
  - 喜來登大東京灣酒店
- 2號乘車場
  - 東京灣大倉酒店
- 3號乘車場
  - 希爾頓東京灣
- 4號乘車場
  - 東京灣舞濱酒店第一度假區
- 5號乘車場
  - 東京灣舞濱酒店會所度假區
  - 東京灣舞濱酒店

另外，擠迫時度假區內停車場與海濱站間運行的「遊客泊車穿梭」巴士以此站到發。

## 相鄰車站
舞濱度假區線
迪士尼度假區線
東京迪士尼樂園 → 海濱 → 東京迪士尼海洋

## 外部連結
- STATION【車站介紹】 （页面存档备份，存于） - 舞濱度假區線
- 【官方】車站資訊、運行時間 | 東京迪士尼樂園 （页面存档备份，存于）